# Combinada nórdica en los Juegos Olímpicos de Milán-Cortina d'Ampezzo 2026
Las competiciones de combinada nórdica en los Juegos Olímpicos de Milán-Cortina d'Ampezzo 2026 se realizarán en el Estadio de Esquí de Fondo Tesero y el Estadio de Salto en Esquí Predazzo de Val di Fiemme en febrero de 2026.
En total se disputarán en este deporte tres pruebas diferentes, las tres solo para hombres.